# (6654) Luleå
6654 Lulea (1992 DT6) – planetoida z pasa głównego asteroid okrążająca Słońce w ciągu 5,61 lat w średniej odległości 3,16 j.a. Odkryta 29 lutego 1992 roku.